# 心叶八宝
心叶八宝（学名：Hylotelephium pseudospectabile）为景天科八宝属下的一个种。

## 扩展阅读
- 維基物種上的相關：心叶八宝